# 都夫良野トンネル
都夫良野トンネル（つぶらのトンネル）は、東名高速道路大井松田IC - 御殿場IC間（神奈川県足柄上郡山北町）に存在するトンネルである。本項では、上り線の新都夫良野トンネル（しんつぶらのトンネル、全長約1,715m）についても記述する。

## 概要
この区間の東名高速道路は、大井松田ICから東名足柄BS付近まで上り線（東京方面）と下り線（名古屋方面）が離れており、さらに下り線は左ルート（元からの下り線）と右ルート（元の上り線）に分かれている。
長径トンネルでありながら、かつては非常駐車帯が上下線共に存在しなかった。しかし、1991年の改築工事の際に新設された上り線および下り線左ルート・右ルートの全てに非常駐車帯が設置された。
本来の都夫良野トンネルは下り線にある二本のトンネルであるが、上り線の新都夫良野トンネルも案内表記では「都夫良野トンネル」となっている。
右ルートの方がやや短く（全長約1,656m）、左ルートは全長約1,689m。新都夫良野トンネルも含め、東名高速道路のトンネルとしては日本坂トンネルに次ぐ長さである。
右ルート、左ルートとも片側2車線であり、最高速度80km/h、進路変更禁止になっている。入口（大井松田IC側）、出口（御殿場IC側）の標高は約210 - 240m。

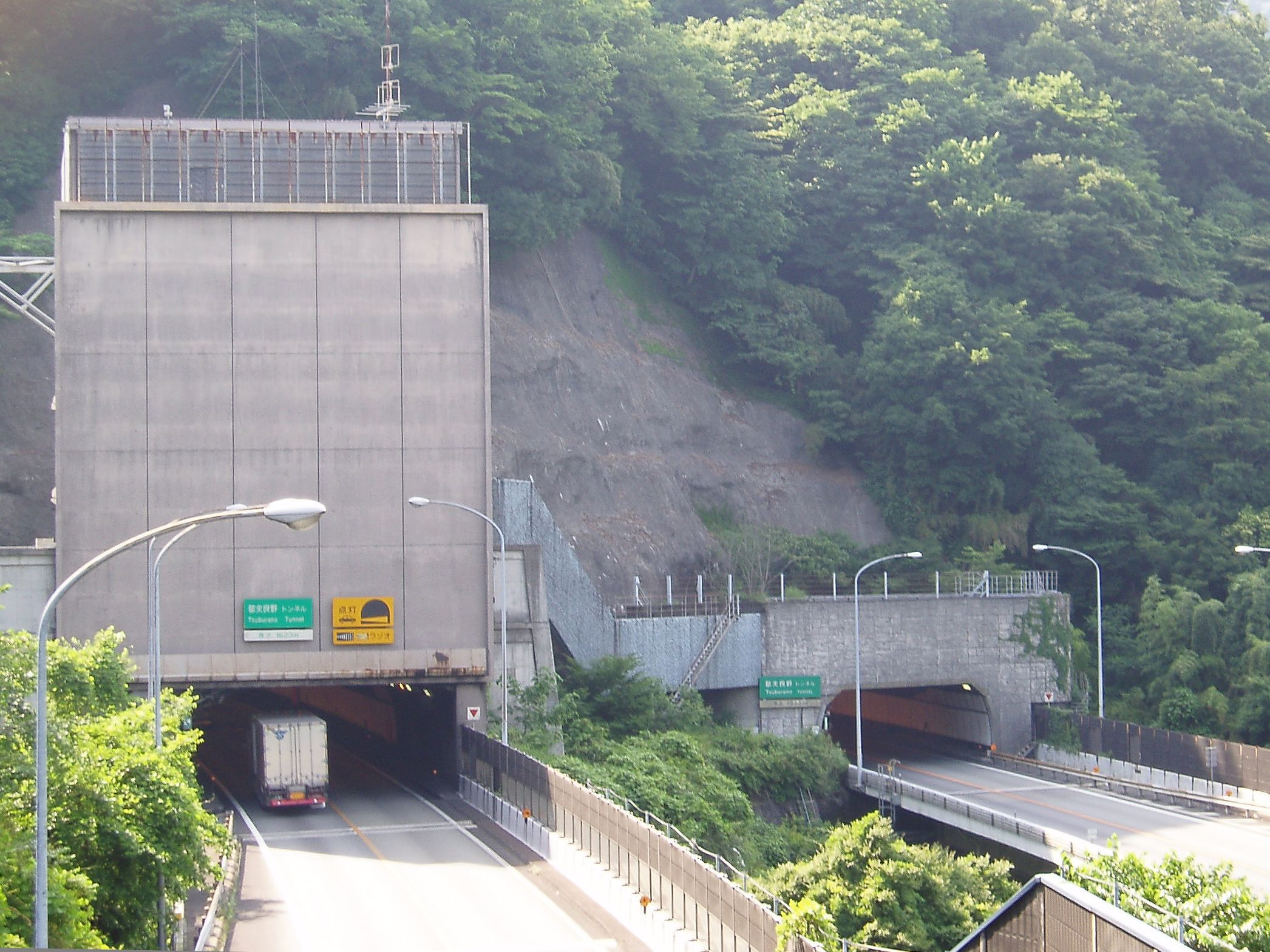
トンネル（下り線）
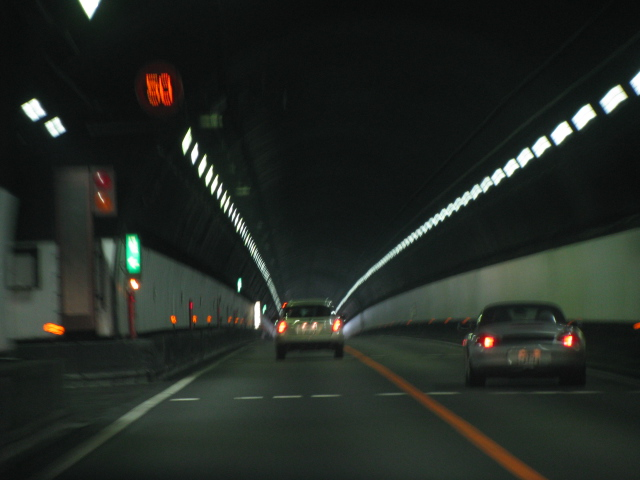
トンネル内部 （下り線右ルート）

## 笹子トンネル天井板落下事故による緊急点検
2012年12月2日午前8時頃に発生した中央道上り線笹子トンネル天井板落下事故を受けて、NEXCO中日本は全国にある笹子トンネルと同型のトンネル全てを緊急点検すると発表した。都夫良野トンネルの下り線左ルート、下り線右ルートの東京側入り口数十メートルもこれに該当し、3日から順次点検が行われた。
その後、2013年9月2日から同年9月5日にかけて工事が行われ、該当の天井板は撤去された。

## 隣
E1 東名高速道路
(6)大井松田IC - 都夫良野トンネル - 鮎沢PA - 足柄SA - (7)御殿場IC

## 座標
- 下り線左ルート 北緯35度22分8.6秒 東経139度3分8秒 / 北緯35.369056度 東経139.05222度
- 下り線右ルート 北緯35度22分10秒 東経139度3分8秒 / 北緯35.36944度 東経139.05222度
- 上り線 北緯35度22分0秒 東経139度3分11秒 / 北緯35.36667度 東経139.05306度